# Another Day of Sun
«Another Day of Sun» (с англ. — «Ещё один солнечный день») — вступительный музыкальный номер и песня  из музыкального фильма «Ла-Ла Ленд» 2016 года. В ансамблевом номере водители в пробке Лос-Анджелеса на съезде с шоссе поют и танцуют о своём стремлении добиться успеха в Голливуде. Музыкальный номер был снят на скоростном участке развязки имени судьи Гарри Преджерсона высотой 40 метров. Три длинных плана музыкального номера на постпродакшeне были смонтированы таким образом, что у зрителя создаётся иллюзия непрерывного шестиминутного дубля. Песня была написана Джастином Гурвицем на слова Бенджа Пасека и Джастина Пола, а хореография в номере поставлена Мэнди Мур.

## Музыка и слова
Композитор Джастин Гурвиц отметил в песне напряжённость между устремлениями певцов и неопределённостью результатов их усилий: «Это оптимистичная песня, но она также о несбывшихся мечтах».
Песня написана в тональности ми-бемоль мажор в темпе 126 ударов в минуту. В целом она следует последовательности аккордов A♭–B♭–Cm–Gm и имеет вокальный диапазон G3–C5. Гурвиц сочинил песню в быстром темпе преимущественно с использованием мажорных тональностей, но включив в неё и минорные тональности, что, по словам композитора, сделало песню «более горько-сладкой, чем может показаться на первый взгляд». В песне также есть многослойный бэк-вокал, полный оркестр из 95 человек и хор из 40 человек. Гурвиц пытался показать разные элементы оркестровки, поскольку камера в этом номере следует за разными поющими актёрами.

## Съёмки

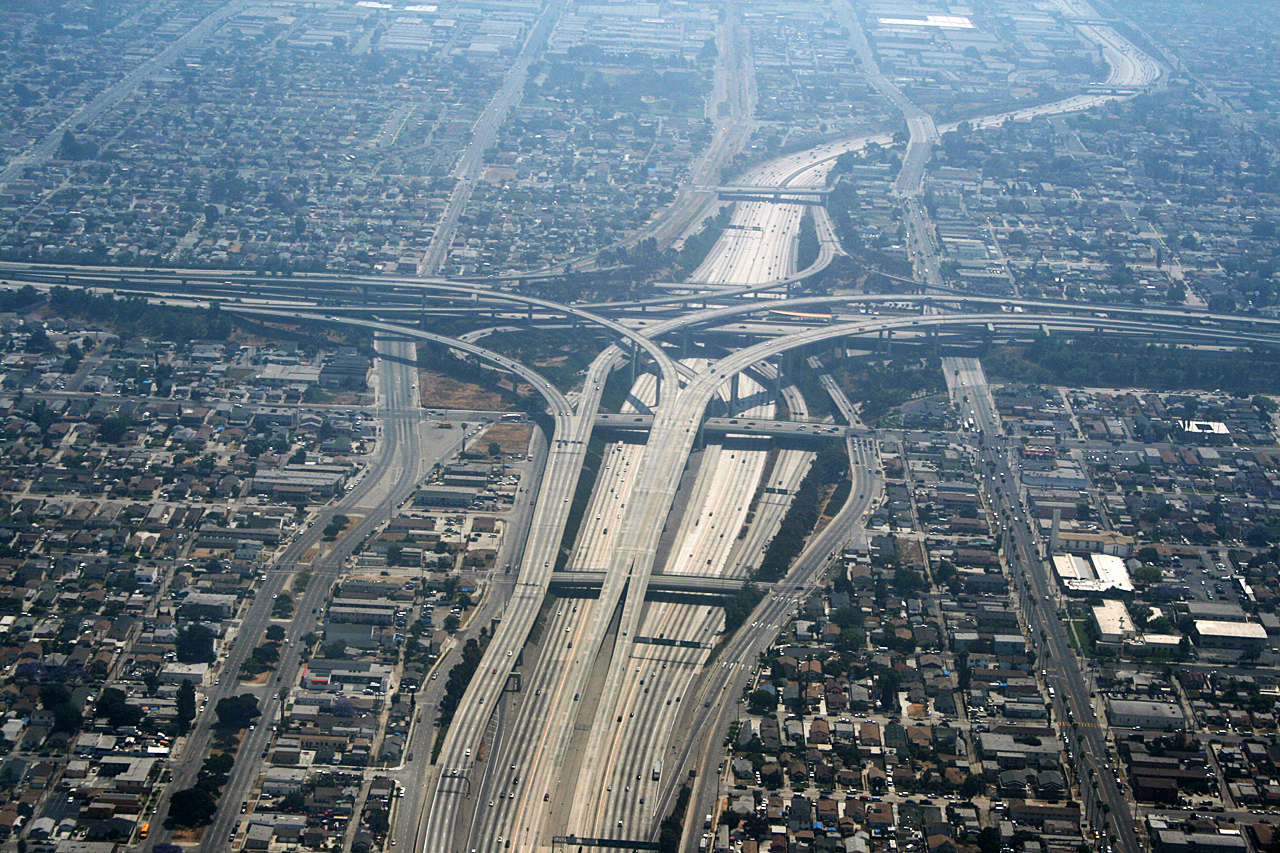
Развязка имени судьи Гарри Преджерсона, где снят музыкальный номер

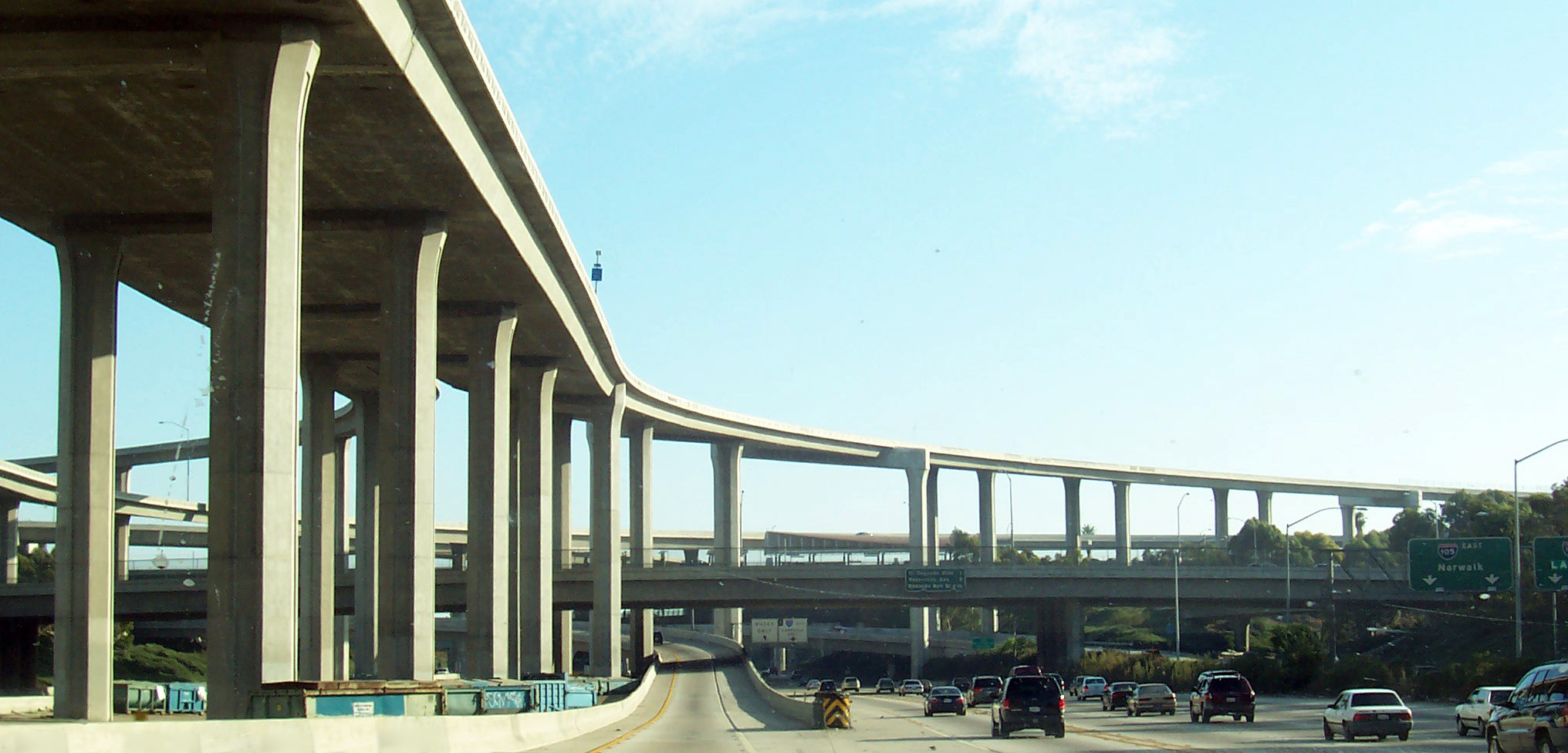
Вид снизу на рампу, на которой проходили съёмки

Первый эпизод «Ла-Ла Ленда» снимался в течение двух дней в августе 2015 года. Музыкальный номер был снят на скоростной рампе высотой 40 метров (130 футов) на развязке имени судьи Гарри Преджерсона между автострадой Харбор (I-110) и автострадой Гленна Андерсона (I-105) в Южном Лос-Анджелесе. Рампа была закрыта на два полных дня съёмок. Остальную часть шоссе оставили открытой, поэтому на задних планах видно обычное автомобильное движение. Изначально номер планировали снимать на уровне земли, однако изменили эту идею, чтобы дать ощущение необъятности города. Режиссёр фильма Дэмьен Шазелл сравнил локацию открывающей фильм сцены с Дорогой из жёлтого кирпича в «Волшебнике страны Оз».
Номер состоит из трёх дублей, отредактированых так, чтобы создать впечатление одного шестиминутного длинного плана. Хореограф Мэнди Мур потратила около 3–4 месяцев на подготовку к съёмкам, в которых участвовало более 60 автомобилей, 30 танцоров и 100 статистов, в том числе несколько каскадёров. Первоначальные репетиции с десятью танцорами проходили на стоянке студии с использованием автомобилей сотрудников.
Номеру с песней «Another Day of Sun» должна была предшествовать увертюра, однако на этапе монтажа выяснилось, что это сильно замедляет начало фильма. По словам монтажёра Тома Кросса, Шазелл «понял, что для того, чтобы люди поняли, что это мюзикл, вы должны уверенно объявить об этом в начале», и что отображение названия фильма в финальном такте песни само по себе служит увертюрой.
В кадре создаётся впечатление, что танцовщица Решма Гаджар поёт вступительные строки песни, однако на самом деле ведущий женский вокал принадлежит Анджеле Пэрриш, не появляющейся в фильме. Создатели «Ла-Ла Ленда» надеялись найти женщину, «которая могла бы петь и танцевать на камеру», чтобы «запустить» вступительный танцевальный номер, но в итоге в фильме снялась танцовщица, а затем весной 2016 года им пришлось проводить отдельные прослушивания для вокала во время постпродакшeна.

## Пародии
В Cold open 74-й церемонии вручения премии «Золотой глобус» в январе 2017 года была представлена музыкальная пародия на «Another Day of Sun», «City of Stars» и «Planetarium» из «Ла-Ла Ленда» с изменённым текстом. В сегменте «Another Day of Sun» в пробке по пути к церемонии награждения стояли лимузины, а танцевальные номера исполняли персонажи из нескольких произведений, номинированных на награды в том году. В эпизодах участвовали ведущий Фэллон, Джимми, актёры Николь Кидман, Эми Адамс, Джон Траволта, Сара Полсон, Рами Малек, Кит Харингтон и другие.
В марте 2017 года в российском шоу «Вечерний Ургант» был представлен музыкальный клип по мотивам сцены: действие пародии разворачиваются в Москве во время утренних пробок.

## Позиции в чартах
| Чарт (2017)                     | Высшая позиция |
| ------------------------------- | -------------- |
| Франция (SNEP)                  | 18             |
| Венгрия (Single Top 40)         | 16             |
| Ирландия (IRMA) ·               | 79             |
| Португалия (AFP)                | 93             |
| Шотландия (OCC Scotland)        | 75             |
| Испания (PROMUSICAE)            | 67             |
| Великобритания (OCC UK Singles) | 75             |